# Elección presidencial de Chile de 1946
La elección presidencial de 1946 se llevó a cabo el día 4 de septiembre de 1946. Son convocadas debido a la reciente muerte del Presidente Juan Antonio Ríos (27 de junio). Resulta vencedor Gabriel González Videla con un 40,2% de los votos.

## Candidatos

### Gabriel González Videla
A inicios de 1946, mediante el Congreso del Partido Radical realizado en Valdivia entre el 24 y 27 de enero, se había definido la situación para definir al candidato presidencial, anunciándose una votación interna en donde se enfrentarían Gabriel González Videla y Arturo Olavarría, este último con el apoyo del sector "Duhaldista". Sin embargo, antes de la votación realizada el 28 de abril este sector se abstiene, dejando solo a Olavarría, quien es ampliamente derrotado por su contendor; el resultado del plebiscito interno del PR fue el siguiente:
|  | 84,9 % |

|  | 15,1 % |

Por su parte, la Alianza Democrática, heredera del Frente Popular, se reúne en una convención el 20 de julio y decide al día siguiente apoyar por unanimidad a González, dejando de lado la candidatura del comunista Elías Lafertte. El resultado de las votaciones en la convención fue el siguiente:
| Candidato               | Candidato               | Candidato                 | Partido                 | Partido                 | Votaciones | Votaciones | Votaciones | Votaciones |
| Candidato               | Candidato               | Candidato                 | Partido                 | Partido                 | 1.ª        | 2.ª        | 3.ª        | 4.ª        |
| ----------------------- | ----------------------- | ------------------------- | ----------------------- | ----------------------- | ---------- | ---------- | ---------- | ---------- |
|                         |                         | Gabriel González Videla   |                         | PR                      | 0          | 169        | 176        | 302        |
|                         |                         | Elías Lafertte Gaviño     |                         | PCCh                    | 94         | 108        | 123        | 0          |
|                         |                         | Asdrúbal Pezoa Estrada    |                         | PSA                     | 29         | 16         | 0          | 0          |
|                         |                         | Jerónimo Méndez Arancibia |                         | PR                      | 165        | 0          | 0          | 0          |
| Total de votos emitidos | Total de votos emitidos | Total de votos emitidos   | Total de votos emitidos | Total de votos emitidos | 288        | 293        | 299        | 302        |

### Bernardo Ibáñez
El socialismo, frente a la nominación de González Videla como candidato de la Alianza Democrática, anunció el 11 de julio que no apoyaría a González y presentaría su propio candidato. Mediante un pleno realizado el 18 de agosto, el Partido Socialista anunció la candidatura presidencial del sindicalista Bernardo Ibáñez Águila.

### Eduardo Cruz-Coke
La derecha se reúne en su propia convención a partir del 6 de julio. Conservadores, liberales y agrarios laboristas llegaron a la Convención de Derechas con los siguientes candidatos:
- Conservadores: Eduardo Cruz-Coke.
- Agrarios Laboristas: Jaime Larraín.
- Liberales: Arturo Alessandri, José Maza Fernández y Francisco Bulnes Correa.

Sin embargo ninguno logra triunfar en la Convención (se requería el 65 % y luego el 60 % de los delegados para ser electo) y ésta se suspende el 14 de julio. El resultado de las diferentes rondas de votación en cada jornada de la Convención fue el siguiente:
| Candidato | Candidato | Candidato                     | Partido | Partido | 7 de julio | 7 de julio | 7 de julio | 7 de julio | 7 de julio | 7 de julio | 8 de julio | 8 de julio | 8 de julio | 8 de julio | 8 de julio | 8 de julio | 9 de julio | 9 de julio | 9 de julio | 9 de julio | 9 de julio | 9 de julio |
| Candidato | Candidato | Candidato                     | Partido | Partido | 1.ª        | 2.ª        | 3.ª        | 4.ª        | 5.ª        | 6ª         | 1.ª        | 2.ª        | 3.ª        | 4.ª        | 5.ª        | 6ª         | 1.ª        | 2.ª        | 3.ª        | 4.ª        | 5.ª        | 6.ª        |
| --------- | --------- | ----------------------------- | ------- | ------- | ---------- | ---------- | ---------- | ---------- | ---------- | ---------- | ---------- | ---------- | ---------- | ---------- | ---------- | ---------- | ---------- | ---------- | ---------- | ---------- | ---------- | ---------- |
|           |           | Eduardo Cruz-Coke             |         | PCon    | 0          | 384        | 369        | 406        | 436        | 435        | 383        | 392        | 374        | 396        | 424        | 422        | 377        | 379        | 409        | 415        | 418        | 413        |
|           |           | Jaime Larraín García-Moreno   |         | PAL     | 0          | 222        | 230        | 269        | 0          | 0          | 219        | 226        | 225        | 244        | 0          | 0          | 213        | 228        | 233        | 239        | 0          | 0          |
|           |           | Arturo Alessandri Palma       |         | PL      | 0          | 185        | 200        | 309        | 318        | 322        | 190        | 198        | 191        | 0          | 0          | 0          | 163        | 166        | 22         | 0          | 0          | 0          |
|           |           | Francisco Bulnes Correa       |         | PL      | 0          | 196        | 188        | 0          | 0          | 0          | 5          | 4          | 1          | 0          | 0          | 0          | 207        | 206        | 315        | 313        | 313        | 310        |
|           |           | José Maza Fernández           |         | PL      | 0          | 4          | 0          | 0          | 0          | 0          | 180        | 168        | 197        | 332        | 309        | 274        | 1          | 0          | 0          | 0          | 0          | 0          |
|           |           | Fernando Alessandri Rodríguez |         | PL      | 0          | 0          | 0          | 0          | 0          | 0          | 1          | 1          | 0          | 0          | 0          | 0          | 2          | 0          | 0          | 0          | 0          | 0          |
|           |           | Horacio Walker Larraín        |         | PCon    | 0          | 0          | 0          | 0          | 0          | 0          | 0          | 0          | 0          | 0          | 0          | 0          | 1          | 0          | 0          | 0          | 0          | 0          |
|           |           | Ambrosio Barros Moreira       |         | PCon    | 0          | 0          | 0          | 0          | 0          | 0          | 0          | 0          | 0          | 0          | 0          | 0          | 1          | 0          | 0          | 0          | 0          | 0          |
|           |           | Joaquín Prieto Concha         |         | PCon    | 359        | 0          | 0          | 0          | 0          | 0          | 0          | 0          | 0          | 0          | 0          | 0          | 0          | 0          | 0          | 0          | 0          | 0          |
|           |           | Oscar Urzúa Jaramillo         |         | PL      | 339        | 0          | 0          | 0          | 0          | 0          | 0          | 0          | 0          | 0          | 0          | 0          | 0          | 0          | 0          | 0          | 0          | 0          |
|           |           | Eduardo Necochea Nebel        |         | PAL     | 150        | 0          | 0          | 0          | 0          | 0          | 0          | 0          | 0          | 0          | 0          | 0          | 0          | 0          | 0          | 0          | 0          | 0          |

| Candidato | Candidato | Candidato                   | Partido | Partido | 10 de julio | 10 de julio | 10 de julio | 10 de julio | 10 de julio | 11 de julio | 11 de julio | 11 de julio | 11 de julio | 11 de julio | 12 de julio | 12 de julio | 12 de julio | 12 de julio | 12 de julio | 13 de julio | 13 de julio | 13 de julio | 13 de julio | 13 de julio |
| Candidato | Candidato | Candidato                   | Partido | Partido | 1.ª         | 2.ª         | 3.ª         | 4.ª         | 5.ª         | 1.ª         | 2.ª         | 3.ª         | 4.ª         | 5ª          | 1.ª         | 2.ª         | 3.ª         | 4.ª         | 5.ª         | 1.ª         | 2.ª         | 3.ª         | 4.ª         | 5.ª         |
| --------- | --------- | --------------------------- | ------- | ------- | ----------- | ----------- | ----------- | ----------- | ----------- | ----------- | ----------- | ----------- | ----------- | ----------- | ----------- | ----------- | ----------- | ----------- | ----------- | ----------- | ----------- | ----------- | ----------- | ----------- |
|           |           | Eduardo Cruz-Coke           |         | PCon    | 371         | 378         | 386         | 528         | 526         | 543         | 529         | 516         | 520         | 526         | 400         | 417         | 415         | 429         | 431         | 402         | 395         | 378         | 422         | 435         |
|           |           | Jaime Larraín García-Moreno |         | PAL     | 270         | 323         | 356         | 412         | 429         | 403         | 434         | 441         | 444         | 434         | 0           | 231         | 231         | 0           | 0           | 255         | 270         | 278         | 0           | 0           |
|           |           | Arturo Alessandri Palma     |         | PL      | 0           | 0           | 0           | 0           | 0           | 0           | 0           | 0           | 0           | 0           | 0           | 323         | 329         | 357         | 363         | 0           | 0           | 0           | 0           | 0           |
|           |           | Francisco Bulnes Correa     |         | PL      | 14          | 0           | 0           | 0           | 0           | 0           | 2           | 0           | 0           | 0           | 0           | 0           | 0           | 0           | 0           | 0           | 0           | 0           | 0           | 0           |
|           |           | José Maza Fernández         |         | PL      | 263         | 259         | 223         | 0           | 0           | 0           | 0           | 0           | 0           | 0           | 0           | 0           | 0           | 0           | 0           | 244         | 294         | 313         | 298         | 420         |

Diversas tratativas por el candidato único fracasan, y así quedan levantadas las candidaturas de Eduardo Cruz-Coke, apoyado por los conservadores y Arturo Alessandri, por liberales y agrarios laboristas. Luego queda solo Cruz-Coke apoyado por los conservadores, ya que liberales y agrarios laboristas continúan con la candidatura de Fernando Alessandri, junto con un sector del radicalismo (Partido Radical Democrático), luego de las renuncias de Arturo Alessandri y el vicepresidente Alfredo Duhalde el 11 y 13 de agosto, respectivamente.

### Fernando Alessandri
El apoyo de la Alianza Democrática a González motiva la separación de una parte del radicalismo, contraria a la alianza comunista-radical, que conforma el Partido Radical Democrático dirigido por Julio Durán y Arturo Olavarría. Este conglomerado levanta la candidatura de Alfredo Duhalde, apoyada también por el Partido Socialista Auténtico; Duhalde aceptó la nominación el 3 de agosto, retirándose ese mismo día del cargo de vicepresidente de la República —entregando el mando al vicealmirante Vicente Merino—.
Posteriormente, el 11 de agosto Arturo Alessandri depuso su candidatura en favor de la su hijo, Fernando Alessandri Rodríguez, abanderado de liberales, radicales democráticos y socialistas auténticos de Marmaduke Grove. Dos días más tarde, el 13 de agosto Alfredo Duhalde renunció a su candidatura, y por ende reasumió la vicepresidencia de la República que había dejado el 3 del mismo mes para poder gestar su campaña política. El mismo 13 de agosto el Partido Agrario Laborista anunció su apoyo a la candidatura de Fernando Alessandri.

## Resultados

### Elección popular

#### Nacional
|  | 40,23 % |

|  | 29,81 % |

|  | 27,42 % |

|  | 2,54 % |

#### Por provincia
|                                 | Gabriel González Videla     | 5863        | 58,27%      | 11 277       | 69,35%       | 4221   | 59,08% | 9489       | 51,04%     | 4683      | 37,22%    | 16 056 | 35,02% | 45 693     | 39,65%     | 1327 | 26,73% |
|                                 | Eduardo Cruz-Coke           | 1498        | 14,89%      | 2006         | 12,34%       | 1549   | 21,68% | 3311       | 17,81%     | 4088      | 32,49%    | 20 459 | 44,62% | 38 078     | 33,04%     | 2414 | 48,62% |
|                                 | Fernando Alessandri         | 2418        | 24,03%      | 2593         | 15,95%       | 921    | 12,89% | 4967       | 26,72%     | 3569      | 28,36%    | 8341   | 18,19% | 27 609     | 23,96%     | 1196 | 24,09% |
|                                 | Bernardo Ibáñez Águila      | 283         | 2,81%       | 386          | 2,37%        | 454    | 6,35 % | 824        | 4,43%      | 243       | 1,93%     | 996    | 2,17%  | 3859       | 3,35%      | 28   | 0,56%  |
| Total de votos válidos          |                             |             |             |              |              |        |        |            |            |           |           |        |        |            |            |      |        |
| Votos nulos y en blanco         |                             |             |             |              |              |        |        |            |            |           |           |        |        |            |            |      |        |
| Total de sufragios emitidos     | Total de sufragios emitidos | 15 777      | 100 %       | 26 882       | 100 %        | 11 641 | 100 %  | 26 243     | 100 %      | 16 002    | 100 %     | 57 702 | 100 %  | 144 354    | 100 %      | 4984 | 100 %  |
| Candidato                       | Candidato                   | San Antonio | San Antonio | San Bernardo | San Bernardo | Maipo  | Maipo  | O'Higgins  | O'Higgins  | Colchagua | Colchagua | Curicó | Curicó | Talca      | Talca      |      |        |
|                                 | Gabriel González Videla     | 1475        | 33,48%      | 2041         | 54,51%       | 909    | 26,56% | 6570       | 33,10%     | 3560      | 28,07%    | 2631   | 33,67% | 4335       | 29,87%     |      |        |
|                                 | Eduardo Cruz-Coke           | 2074        | 47,08%      | 840          | 22,44%       | 1848   | 53,99% | 7616       | 38,37%     | 5499      | 43,35%    | 2494   | 31,92% | 5380       | 37,08%     |      |        |
|                                 | Fernando Alessandri         | 704         | 15,98%      | 800          | 21,37%       | 623    | 18,20% | 5117       | 25,78%     | 3576      | 28,19%    | 2558   | 32,74% | 4594       | 31,66%     |      |        |
|                                 | Bernardo Ibáñez Águila      | 152         | 3,45%       | 63           | 1,68%        | 43     | 1,26%  | 544        | 2,74%      | 49        | 0,39%     | 131    | 1,68%  | 202        | 1,39%      |      |        |
| Total de votos válidos          |                             |             |             |              |              |        |        |            |            |           |           |        |        |            |            |      |        |
| Votos nulos y en blanco         |                             |             |             |              |              |        |        |            |            |           |           |        |        |            |            |      |        |
| Total de sufragios emitidos     | Total de sufragios emitidos | 4418        | 100 %       | 3756         | 100 %        | 3438   | 100 %  | 19 916     | 100 %      | 12 754    | 100 %     | 7837   | 100 %  | 14 559     | 100 %      |      |        |
| Candidato                       | Candidato                   | Maule       | Maule       | Linares      | Linares      | Ñuble  | Ñuble  | Concepción | Concepción | Arauco    | Arauco    | Biobío | Biobío | Malleco    | Malleco    |      |        |
|                                 | Gabriel González Videla     | 2102        | 27,85%      | 3711         |              | 6913   |        | 16 423     |            | 3187      |           | 4604   |        | 5086       |            |      |        |
|                                 | Eduardo Cruz-Coke           | 2202        | 29,18%      | 3782         |              | 7223   |        | 6804       |            | 707       |           | 2996   |        | 1969       |            |      |        |
|                                 | Fernando Alessandri         | 3152        | 41,76%      | 5421         |              | 6292   |        | 5857       |            | 1804      |           | 4217   |        | 6635       |            |      |        |
|                                 | Bernardo Ibáñez Águila      | 91          | 1,21%       | 94           |              | 286    |        | 587        |            | 57        |           | 278    |        | 193        |            |      |        |
| Total de votos válidos          |                             |             |             |              |              |        |        |            |            |           |           |        |        |            |            |      |        |
| Votos nulos y en blanco         |                             |             |             |              |              |        |        |            |            |           |           |        |        |            |            |      |        |
| Total de sufragios emitidos     | Total de sufragios emitidos | 7569        | 100 %       | 13 053       | 100 %        | 20 766 | 100 %  | 29 744     | 100 %      | 5768      | 100 %     | 12 178 | 100 %  | 13 927     | 100 %      |      |        |
| Candidato                       | Candidato                   | Cautín      | Cautín      | Valdivia     | Valdivia     | Osorno | Osorno | Llanquihue | Llanquihue | Aisén     | Aisén     | Chiloé | Chiloé | Magallanes | Magallanes |      |        |
|                                 | Gabriel González Videla     | 8779        |             | 8491         |              | 3380   |        | 3186       |            | 488       |           | 2705   |        | 3026       |            |      |        |
|                                 | Eduardo Cruz-Coke           | 5442        |             | 2640         |              | 1906   |        | 3882       |            | 260       |           | 2639   |        | 855        |            |      |        |
|                                 | Fernando Alessandri         | 11 611      |             | 6573         |              | 4267   |        | 2906       |            | 276       |           | 1720   |        | 706        |            |      |        |
|                                 | Bernardo Ibáñez Águila      | 379         |             | 459          |              | 216    |        | 136        |            | 33        |           | 98     |        | 950        |            |      |        |
| Total de votos válidos          |                             |             |             |              |              |        |        |            |            |           |           |        |        |            |            |      |        |
| Votos nulos y en blanco         |                             |             |             |              |              |        |        |            |            |           |           |        |        |            |            |      |        |
| Total de sufragios emitidos     | Total de sufragios emitidos | 26 290      | 100 %       | 18 183       | 100 %        | 9818   | 100 %  | 10 138     | 100 %      | 1060      | 100 %     | 7189   | 100 %  | 5553       | 100 %      |      |        |
| Fuente: Urzúa Valenzuela, 1992. |                             |             |             |              |              |        |        |            |            |           |           |        |        |            |            |      |        |

### Elección en el Congreso Pleno
Como ninguno de los candidatos a la presidencia obtiene mayoría absoluta, de acuerdo a la Constitución de 1925, le corresponde al Congreso Pleno elegir entre aquellos dos candidatos que han obtenido las más altas mayorías relativas.
Estas circunstancias llevan a los partidos de la derecha a buscar en el Congreso Pleno la victoria que no lograron en las urnas. González Videla acusa al doctor Eduardo Cruz-Coke de estas maniobras, que califica como destinadas a desconocer el triunfo de la candidatura de izquierda, al tiempo que se pone en campaña para obtener de los distintos grupos políticos el apoyo necesario en el congreso pleno.
Es así, como haciendo uso de su habilidad política, Gabriel González va logrando configurar un bloque amplio de apoyo. Tanto los partidarios de Duhalde como los radicales democráticos (con excepción de Olavarría) resuelven, tras largas deliberaciones, entregarle su respaldo electoral. Luego, la Falange Nacional se une al bloque y de inmediato se suman los agrarios y los socialistas, tanto los de Grove como los de Bernardo Ibáñez.
El apoyo de los conservadores, que también es solicitado, no prospera. Los comunistas también le dan sus votos y finalmente, los liberales, después de haberse negado en primera instancia, deciden apoyarlo. El resultado de la votación en el Congreso Pleno, ocurrida el 24 de octubre de 1946, fue el siguiente:
|  | 75,00 % |

|  | 25,00 % |